# Actinote lorida
Actinote lorida är en fjärilsart som beskrevs av Charles Oberthür 1917. Actinote lorida ingår i släktet Actinote och familjen praktfjärilar. Inga underarter finns listade i Catalogue of Life.